# Dichogama amabilis
Dichogama amabilis là một loài bướm đêm trong họ Crambidae.